# Chambeshi
Le Chambeshi (prononcer chambezi) est un cours d'eau qui prend sa source en Zambie  Septentrionale, au Nord-Est aux confins de la frontière de la république démocratique du Congo, à la jonction avec la Tanzanie et est un affluent de la Luapula, donc un sous-affluent du Congo. 

## Géographie
Il coule à 480 km au sud-ouest du lac Bangwelu dans lequel se jette la Luapula. Le Chambeshi coule à travers des myriades de canaux et lagunes avant d'atteindre lui-même la Luapula.